# 越南共产党中央委员会
越南共产党中央委员会（越南语：／*/?），是越南共产党的中央最高权力机构，经全国代表大会选举产生。中央委员会选出总书记、中央政治局、中央书记处、中央军事委员会、中央检查委员会等机构及其负责人。中央委员会在全国代表大会闭会期间执行其决议，领导党的工作，中央委员会会议由政治局召集，闭会期间由政治局行使其职权。

## 机构设置
- 中央政治局
- 中央书记处
- 中央军事委员会
- 中央检查委员会
- 中央办公厅
- 中央组织部
- 中央宣教部
- 中央对外部
- 中央经济部
- 中央内政部
- 中央民运部

## 外部連結
- National Congresses of the Communist Party of Vietnam
- Communist Party of Vietnam- First National Congress （页面存档备份，存于）